# Borang
Borang is een bestuurslaag in het regentschap Pacitan van de provincie Oost-Java, Indonesië. Borang telt 2325 inwoners (volkstelling 2010).